# Atid (gmina)
Atid – gmina w Rumunii, w okręgu Harghita. Obejmuje miejscowości Atid, Crișeni, Cușmed, Inlăceni i Șiclod. W 2011 roku liczyła 2705 mieszkańców.